# 索尔费里诺 (朗德省)
索尔费里诺（法語：Solférino，法語發音：[sɔlfeʁino]）是法国朗德省的一个市镇，属于蒙德马桑区。

## 地理
索尔费里诺（44°8'44"N, 0°55'1"W）面积97.83 平方千米，位于法国新阿基坦大区朗德省，该省份为法国西南部沿海省份，是法國本土面积第二大的省，北起吉倫特省，西临大西洋，南至大西洋比利牛斯省，东临热尔省，东北与洛特-加龍省接壤。
与索尔费里诺接壤的市镇（或旧市镇、城区）包括：科芒萨克、埃斯库尔斯、拉布埃尔、吕村、奥内斯-拉阿里、萨布尔、新莫尔桑克斯、加罗斯。

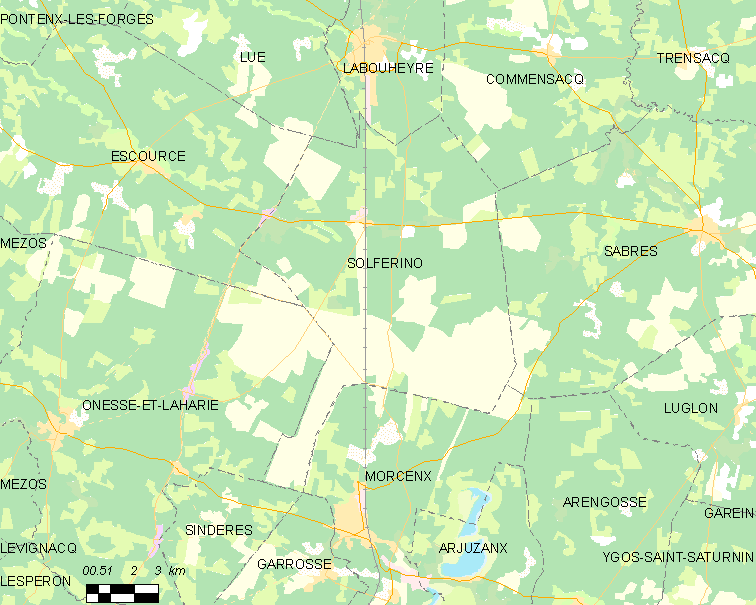
的OSM定位图

索尔费里诺的时区为UTC+01:00、UTC+02:00（夏令时）。

## 行政
索尔费里诺的邮政编码为40210，INSEE市镇编码为40303。

## 政治
索尔费里诺所属的省级选区为上朗德-阿马尼亚克县。

## 人口

1962-2008年间人口变化图示

索尔费里诺于2022年1月1日时的人口数量为361人。